# Lamaserie Wudang
La lamaserie Wudang, ou Badgar Choiling süm (en mongol : ᠪᠠᠳᠺᠡᠷ
ᠵᠤᠤ, cyrillique : Бадекар Зуу, MNS : Badyekar zuu,) est un monastère bouddhiste tibétain de l'école gelugpa situé dans le district de Shiguai dans la ville-préfecture de Baotou en Mongolie-Intérieure.

## Toponymie
Le monastère est connu sous plusieurs dénominations.
Wudangzhao (chinois simplifié : 五当召 ; chinois traditionnel : 五當召 ; pinyin : wǔdāng zhào) est la translittération en mandarin du nom en mongol Udan juu « lamaserie des saules » 
Le nom tibétain de ce monastère est Pekar Choling (tibétain : པད་དཀར་ཆོས་གླིང།, Wylie : pad dkar chos gling signifiant « monastère du lotus blanc », Sa translittération en mandarin : 巴达格勒召, bādágélè zhào.
L'empereur Qianlong a également conféré le nom chinois de 广觉寺 / 廣覺寺, guǎngjué sì, « temple de la large perception »  et son équivalent en mongol Aγui yeke onul-tu süme .

## Histoire

### Époque mandchoue
La fondation de Badgar Choiling Süm à l'époque de la dynastie Qing est incertaine. Pour certains elle est attribuée à un prince de l'aile gauche de la bannière avant d'Ordos. Des sources datent la fondation de Badgar Choiling süm en 1690,
La fondation est également attribuée au premier Duinkhor Pandita Khutuktu, Lubsang danbi jialsan à la fin du règne de Kangxi. Sous le règne de Qianlong, le premier Duinkhor Pandita dessina les plans et coordonna un agrandissement du temple, sur le modèle du monastère de Tashihlunpo. les constructions furent achevées en 1749 ou 1751. Par la suite, le changkya khutukhtu Changkya Rölpé Dorjé demande à la cour chargée des provinces extérieures de conférer un nom au temple. En 1756, l’empereur Qianlong lui confèra le nom en mandchou, chinois, mongol et tibétain de « Temple de la large perception ».
Le temple a été agrandi à plusieurs reprises sous les règnes de Jiaqing, Daoguang et Guangxu. À son apogée, le temple était composé de huit pièces principales (oratoires), trois résidences pour les lamas réincarnés, et un hall funéraire abritant des reliques funéraires des précédentes réincarnations,, deux stupas, 90 habitations monacales à étage, et un circuit de circumambulation couvert autour du Gengpizhao (庚毘召).
Le monastère abritait une faculté de doctrine très célèbre, un collège de Kālacakra, de Lam Rim, de médecine, d'ésotérisme,. La faculté de doctrine délivrait le plus haut diplôme de Mongolie intérieur avec un numérus clausus limité à trois par année.
Avant 1949, Wudangzhao disposait d’un pouvoir temporel et spirituel sur un territoire de 75 km sur 40 km, avec son système de prisons, tribunaux et forces armées. Il avait des revenus stables provenant du dāna, de la mise en location de pâturages, d’activités religieuses ou de l'exploitation minière (charbon et craie) et ne dépendait pas de l'état mandchou,. Le temple était chargé de l'exploitation de toutes les mines du territoire correspondant aujourd'hui au district de Shiguai .
À son apogée, Wudangshan comptait entre 1 200 et 2 000 moines s'adonnant à la méditation ou au travail,, sous l'égide de la lignée du tulkou de Duinkhor Pandita.

### À partir de 1949
En juillet 1949, est créée l'administration populaire sous contrôle direct de Wudangwhao (五当召直属区人民政府). Cependant, en 1951, cette entité administrative est supprimée et remplacée par la région minière de Shiguai.
En 1955, le septième Duinkhor Pandita décède. Pendant les 51 ans suivant, aucune réincarnation n'est connue.  
Durant les années 1950 et 1960, le monastère tombe progressivement en ruine. Les gardes rouges attaquent le monastère sous la révolution culturelle. Sous la protection des nomades, le monastère ne subit pas de destruction importante dans un premier temps. Cependant, les attaques de gardes rouges devenant plus intenses, les nomades locaux demandent la protection de l'armée populaire de libération. Cette dernière s'installe dans le temple évitant ainsi des destructions.
Dans les années 1980, le temple, endommagé, demeure mieux conservé que d'autres en Mongolie intérieure. Il subsiste 60 habitations monastiques sur 90 et les bâtiments conventuels, bien que tombant en ruine, sont préservés,.  
Le 20 novembre 1996, le monastère est classé dans la liste des monuments historiques de Chine (4-169). En 2001, il est classé comme centre touristique.
En 2006, une nouvelle réincarnation du Duinkhor Pandita Khutuktu est intronisée.

## Réincarnations
Trois lignées de réincarnation ont eu pour résidence le monastère.
- Les Duinkhor Pandita Khutuktu. Ils sont au nombre de huit. Le premier Duinkhor Pandita Khutuktu fut le disciple du anjurwa mergen nom-un qan de Dolonnor.
- Les Kanjurwa mergen nom-un qan[3]. Leur résidence principale n'était pas à Badgar Choiling Süm, mais à Dolon Nor[8].
- Les Changkya Khutukhtu[5].

## Description
Le monastère est construit dans un style tibétain s'inspirant fortement du monastère de Tashilhunpo, résidence des panchen-lamas.
Wudangzhao est un ensemble de bâtiments couvrant 20 hectares, qui a servi de siège au plus grand lama de la Mongolie-Intérieure. Ses 2 500 pièces ont abrité jusqu'à 1 200 moines et de nombreux tulkou. Les cendres de sept d'entre eux reposent dans l'une des salles principales, la salle de prière Sugabi étant la plus élaborée. Le monastère détient aussi une large collection d'art bouddhique, des sculptures et des fresques et un dortoir pour les visiteurs.
Tous les ans, au début du 8e mois lunaire, s'y déroule comme à Tashilhunpo, la fête du « déroulement de l'image de bouddha », où un thangka géant de 20 mètres de haut est déployé sur une vaste rampe.